# Piranha Bytes
A Piranha Bytes GmbH egy német videójáték-fejlesztő cég, amely a Gothic és a Risen számítógépes szerepjáték-sorozatokról ismert. A stúdió a THQ Nordic leányvállalata, és 2021 augusztusában 33 embert foglalkoztatott.

## Történet
Alex Brüggemann, Michael „Mike” Hoge, Stefan Nyul, és Tom Putzki alapította a Piranha Bytes-ot Bochumban 1997-ben, mint Piranha Bytes Software GmbH. 1999-ben a cég a német Phenomedia kiadó teljes tulajdonú leányvállalata lett. A Piranha Bytes első játéka, a Gothic 2001-ben jelent meg. Rövidesen ezután Brüggemann elhagyta a céget, hogy kisebb játékprojekteken dolgozzon, idővel ő lett a  The Settlers: Rise of an Empire dizájnere. 2013 január 19.-én, hosszú betegség után meghalt.
A Phenomedia pénzügyi botránya után, az anyavállalat 2002 májusában fizetésképtelenséget jelentett. A Piranha Bytes menedzsmentje kivásárolta a céget, amely az év szeptemberében fejeződött be, és így átmentették a stúdió védjegyeit és szellemi tulajdonát', köztük a Gothic jogait a Pluto 13 GmbH-ba, egy új cégbe, amely felvette a „Piranha Bytes” nevet. Csak a négy eredeti alapító maradt a vállalatban. 2004 márciusában, a Piranha Byte volt a GAME Bundesverband der deutschen Games-Branche egyik alapítója.
2019. május 22.-én a THQ Nordic bejelentette, hogy nem közzétett feltételek szerint felvásárolta a stúdiót. Ebben az időben a Piranha Bytes-nak 31 alkalmazottja volt az esseni irodáiban. A felvásárlás során a cég neve Piranha Bytes GmbH lett. Az év júniusában 32 alkalmazottjuk volt.

## Játékok
| Év   | Cím                           | Platformok                                      |
| ---- | ----------------------------- | ----------------------------------------------- |
| 2001 | Gothic                        | Windows                                         |
| 2002 | Gothic II                     | Windows                                         |
| 2003 | Gothic II: Night of the Raven | Windows                                         |
| 2006 | Gothic 3                      | Windows                                         |
| 2009 | Risen                         | Windows, Xbox 360                               |
| 2012 | Risen 2: Dark Waters          | Windows, PlayStation 3, Xbox 360                |
| 2014 | Risen 3: Titan Lords          | Windows, PlayStation 3, PlayStation 4, Xbox 360 |
| 2017 | ELEX                          | Windows, PlayStation 4, Xbox One                |
| 2022 | ELEX II                       | Windows, PlayStation 5, Xbox Series X/S         |

## Fordítás
- Ez a szócikk részben vagy egészben  a   Piranha Bytes című angol Wikipédia-szócikk fordításán alapul.  Az eredeti cikk szerkesztőit annak laptörténete sorolja fel. Ez a jelzés csupán a megfogalmazás eredetét és a szerzői jogokat jelzi, nem szolgál a cikkben szereplő információk forrásmegjelöléseként.

## Külső hivatkozások
- Hivatalos weboldal